# Boršov
Boršov (německy Borschau) je obec v okrese Jihlava v Kraji Vysočina. Žije zde 176 obyvatel.

## Název
Název se vyvíjel od varianty Borzyssow (1379), Borsow (1415), Borzissow (1454), Borschau a Borschow (1790). Místní jméno je odvozeno od osobního jména Bořiš, původně název zněl Bořišov.

## Historie
První písemná zmínka o obci pochází z roku 1379.
Sbor dobrovolných hasičů vznikl v roce 1951 pod tehdejším názvem Svaz československého hasičstva. V roce 2012 měl 62 členů.

## Přírodní poměry
Nachází se 0,5 kilometru jižně od Dušejova, 3,5 kilometru západně od Hubenova, čtyři kilometry severozápadně od Jedlova, 3,5 kilometru severovýchodně od Hojkova a čtyři kilometry severovýchodně od Milíčova. Geomorfologicky je obec součástí Křemešnické vrchoviny a jejího podcelku Humpolecká vrchovina, v jejíž rámci spadá pod geomorfologický okrsek Čeřínecká vrchovina. Průměrná nadmořská výška činí 602 metrů. Severně od obce protéká Jedlovský potok.

## Obyvatelstvo
Podle sčítání 1921 zde žilo v 47 domech 272 obyvatel, z nichž bylo 128 žen. 272 obyvatel se hlásilo k československé národnosti. Žilo zde 269 římských katolíků.
| Rok            | 1869 | 1880 | 1890 | 1900 | 1910 | 1921 | 1930 | 1950 | 1961 | 1970 | 1980 | 1991 | 2001 | 2011 | 2021 |
| -------------- | ---- | ---- | ---- | ---- | ---- | ---- | ---- | ---- | ---- | ---- | ---- | ---- | ---- | ---- | ---- |
| Počet obyvatel | 238  | 235  | 265  | 291  | 305  | 272  | 241  | 187  | 186  | 164  | 131  | 110  | 104  | 158  | 158  |
| Počet domů     | 25   | 30   | 36   | 43   | 47   | 47   | 48   | 48   | 44   | 40   | 38   | 46   | 50   | 69   | 68   |

## Obecní správa a politika
V letech 1869–1900 Boršov byl jako osada obce k Hojkovu v okrese Pelhřimov. Od roku 1910 je obcí v okrese Pelhřimov (1910–1930), poté v okrese Jihlava-okolí (1950) a později v okrese Jihlava.

### Místní části, členství ve sdruženích
Obec leží na jednom katastrálním území (pojmenované „Boršov“) a má dvě základní sídelní jednotky, které jsou pojmenované „Boršov“ a „Na bahnech“.
Boršov je členem Mikroregionu Dušejovsko a místní akční skupiny Třešťsko.

### Zastupitelstvo a starosta
Obec má pětičlenné zastupitelstvo, v jehož čele stojí starosta Zdeněk Kos.
| Období    | Voliči | Účast v % | Mandáty | Výsledky         | Starosta    |
| --------- | ------ | --------- | ------- | ---------------- | ----------- |
| 2002–2006 | 86     | 70,93     | 5       | 5 KSČM           | Prokop Pech |
| 2006–2010 | 98     | 80,61     | 5       | 3 KSČM 2 KDU-ČSL | Prokop Pech |
| 2010–2014 | 108    | 84,26     | 5       | 3 SNK II 2 SNK I | Zdeněk Kos  |
| 2014–2018 | 118    | 77,12     | 7       | 7 SNK I.         | Zdeněk Kos  |

## Hospodářství a doprava
V obci sídlí firma KARO LEATHER a.s. Jižně od vsi stojí kamenolom, kde se těžil biotitický granodiorit.
Obcí prochází silnice III. třídy č. 1338. Dopravní obslužnost zajišťuje dopravce ICOM transport. Autobusy jezdí ve směrech Hojkov, Nový Rychnov, Jihlava a Vyskytná.

## Školství, kultura a sport
Místní děti dojíždějí do základní školy v Dušejově. Sbor dobrovolných hasičů Boršov byl založen v roce 1951. Nachází se zde požární nádrž, která slouží i jako koupaliště i zdroj vody pro vodovod.

## Pamětihodnosti
- Dům čp. 10